# (16393) 1981 QS
A (16393) 1981 QS a Naprendszer kisbolygóövében található aszteroida. Ladislav Brožek fedezte fel 1981. augusztus 24-én.